# Drachselsried

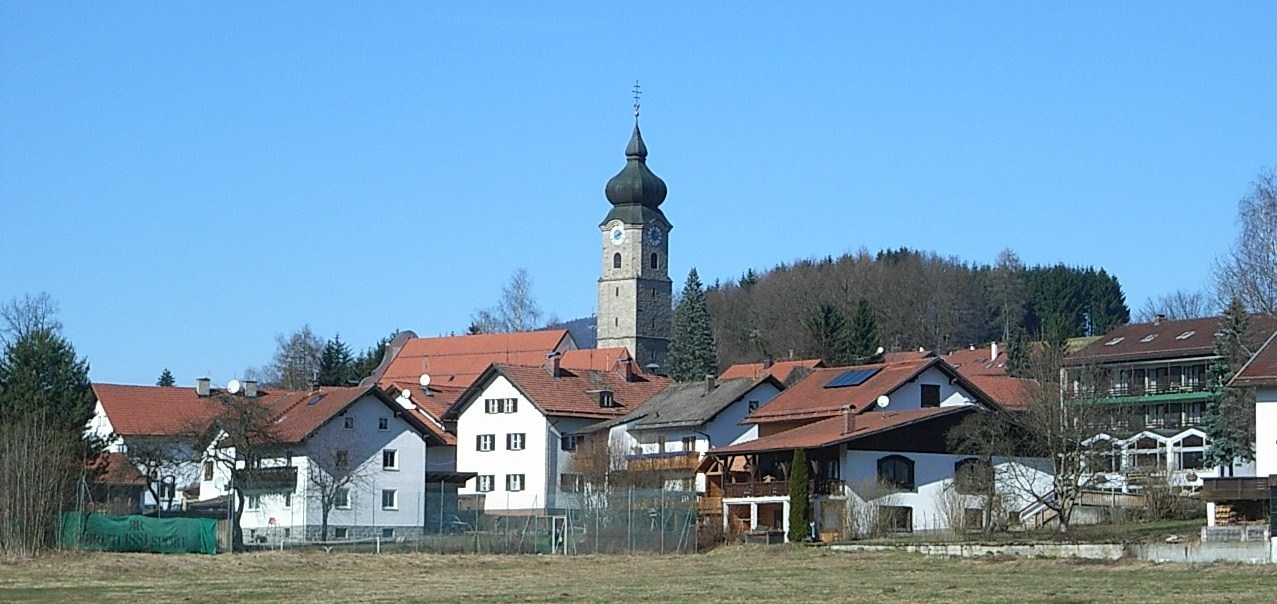
Drachselsried mit der Pfarrkirche St. Aegidius

Drachselsried ist eine Gemeinde im niederbayerischen Landkreis Regen und ein staatlich anerkannter Erholungsort.

## Geografie

### Geografische Lage
Der Hauptort liegt in der Region Donau-Wald im Zellertal am Fuß des Heugstatt inmitten des Bayerischen Waldes etwa 16 km östlich von Viechtach, acht Kilometer nordwestlich von Bodenmais sowie jeweils 22 km von Zwiesel und der Kreisstadt Regen entfernt. Der nächstgelegene Bahnhof mit Verbindungen der Waldbahn befindet sich in Bodenmais.

### Gemeindegliederung
Es gibt 21 Gemeindeteile (in Klammern ist der Siedlungstyp angegeben):
- Asbach (Dorf)
- Blachendorf (Dorf)
- Brennersried (Weiler)
- Bühlhof (Weiler)
- Drachselsried (Pfarrdorf)
- Frath (Weiler)
- Frathau (Weiler)
- Gabelhof (Weiler)
- Grafenried (Dorf)
- Grund (Einöde)
- Haberbühl (Dorf)
- Kolbersbach (Weiler)
- Lesmannsried (Dorf)
- Oberried (Pfarrdorf)
- Rehberg (Dorf)
- Riedlberg (Einöde)
- Schareben (Einöde)
- Schönbach (Weiler)
- Staudenschedl (Weiler)
- Unterried (Dorf)
- Wieshof (Weiler)

Es gibt nur die Gemarkung Drachselsried.

## Geschichte

### Bis zur Gemeindegründung
Drachselsried geht auf eine von den Grafen von Bogen getragene Besiedelungswelle zurück und wird 1184 erstmals erwähnt. Im 14. Jahrhundert etablierte sich hier ein Edelsitz. Um 1550 wurde es erstmals als Dorf und Hofmark bezeichnet.
Drachselsried gehörte zum Rentamt Straubing und zum Landgericht Viechtach des Kurfürstentums Bayern. Im Jahre 1770 erwarb die Familie Poschinger den Edelsitz. Im Zuge der Verwaltungsreformen in Bayern entstand mit dem Gemeindeedikt von 1818 die heutige Gemeinde.

### 19. und 20. Jahrhundert
Noch bei der Uraufnahme von 1840 war Drachselsried deutlich in zwei Teile getrennt, in das Dorf (Drachselsried I) und in den Schlossbesitz (Drachselsried II) mit der Schlossbrauerei. Diese Trennung verwischte sich dann jedoch allmählich, besonders durch die Bautätigkeit nach dem Zweiten Weltkrieg.
Zu Beginn der 1970er Jahre plante man, Drachselsried zum Touristenzentrum zu machen. Zu den bereits vorhandenen 1400 Betten sollten im Rahmen eines Großprojektes weitere 4500 Betten bereitgestellt werden, doch ein Raumordnungsverfahren verhinderte die Durchführung. Wegen der geringen Abwasserkapazität wurden schließlich nur 500 neue Betten genehmigt, wodurch der Ort im Wesentlichen sein traditionelles Ortsbild behielt.

### Einwohnerentwicklung
Zwischen 1988 und 2018 wuchs die Gemeinde von 2258 auf 2455 um 197 Einwohner bzw. um 8,7 %.
| Jahr | Einwohner |
| ---- | --------- |
| 1961 | 1838      |
| 1970 | 1973      |
| 1987 | 2270      |
| 1991 | 2352      |
| 1995 | 2359      |
| 2000 | 2376      |
| 2005 | 2362      |
| 2010 | 2371      |
| 2015 | 2428      |
| 2020 | 2434      |
| 2023 | 2440      |

## Politik

### Bürgermeister
Erster Bürgermeister ist Johannes Vogl (CSU). Er wurde 2020 mit 55,96 Prozent der Stimmen zum Nachfolger von Hans Hutter (SPD) gewählt.

### Gemeinderat
Der Gemeinderat besteht aus dem Ersten Bürgermeister und den Gemeinderatsmitgliedern.
Seit 1. Mai 2020 sind die 14 Sitze der Gemeinderatsmitglieder wie folgt verteilt:
- CSU: 7 Sitze (48,3 %)  (2014: 6 Sitze)
- SPD: 4 Sitze  (32,0 %) (2014: 5 Sitze)
- FWG: 3 Sitze (19,7 %) (2014: 3 Sitze)

### Wappen
| Wappen von Drachselsried | Blasonierung: „Unter blauem Schildhaupt, darin gekreuzt ein goldener Abtstab und ein silberner Schlüssel, in Gold ein rot bekleideter, schwarzbärtiger Mannsrumpf mit dreizipfeligem rotem Stulphut.“ |
| Wappen von Drachselsried | Wappenbegründung: Abtstab und Schlüssel gekreuzt im Schildhaupt übernehmen das Wappenzeichen der Benediktinerabtei Oberalteich, die vom 12. bis zum 14. Jahrhundert als älteste Grundherrschaft in Drachselsried nachweisbar ist. Der sog. Heidenrumpf mit Mütze, der ursprünglich wohl eine stilisierte Königsbüste war, war eines der beiden Wappenbilder der 1602 ausgestorbenen Reichsfreiherren von Degenberg; das andere Bild war ein roter Lindenzweig (vgl. Frauenau). Die Dorfherrschaft in Drachselsried ist wohl um 1400 mit dem Erbe der Tuschl von Söldenau an die Degenberger gekommen, die Drachselsried ihrem Gut Altnußberg inkorporierten. Erst im 16. Jahrhundert wird Drachselsried als eigenständige Hofmark geführt und gelangt 1551 als Degenberger Schenkung an Balthasar Kürmreutter. |

## Sehenswürdigkeiten
- Katholische Pfarrkirche „St. Aegidius“ Drachselsried. Das Hochaltarbild Ägidius mit Hirschkuh und das Hochaltarauszugsbild Trinität sind von Josef Wittmann, Maler des Neubarocks aus dem Jahr 1926.
- katholische Expositurkirche „Mariä Namen“ Oberried
- katholische Filialkirche „St. Michael“ Asbach
- Schloss Drachselsried
- Waldlerhäuser
- Galerien von Glaskünstlern

## Wirtschaft und Infrastruktur
Am Ort gibt es mehrere Galerien, die Produkte heimischer und internationaler Glaskünstler vertreiben. Tourismus spielt heute eine wichtige Rolle.
Es gab im Jahr 2020 nach der amtlichen Statistik im produzierenden Gewerbe keine und im Bereich Handel und Verkehr 195 sozialversicherungspflichtig Beschäftigte am Arbeitsort. Sozialversicherungspflichtig Beschäftigte am Wohnort gab es insgesamt 1001. Im verarbeitenden Gewerbe gab es keine, im Bauhauptgewerbe acht Betriebe.
Zudem bestanden im Jahr 2016 44 landwirtschaftliche Betriebe mit einer landwirtschaftlich genutzten Fläche von 744 Hektar, davon waren 106 Hektar Ackerfläche und 638 Hektar Dauergrünfläche. Haupterwerbsquelle ist heute die Milchwirtschaft. Im Jahre 2005 hat die Zahl der landwirtschaftliche Betriebe auf unter 70 abgenommen.

## Verkehr
Der Ort wird durch die Staatsstraßen 2132 Bodenmais–Bad Kötzting und 2636 Teisnach–Drachselsried an das überörtliche Straßennetz angeschlossen.
Direkt gegenüber der südlichen Gemeindegrenze beim Gemeindeteil Asbach liegt auf Geiersthaler Gemeindegebiet der Haltepunkt Gumpenried-Asbach an der Bahnstrecke Gotteszell–Viechtach. Dieser wird im Stundentakt von Zügen der Waldbahn bedient.

## Bildung
Es gibt folgende Einrichtungen (Stand: 2014):
- Volksschule Drachselsried (Grundschule)
- aktive Montessori-Schule Bayerwald – Oberried
- Kindergarten Kleine Tausendfüßler Drachselsried
- Montessori Kinderhaus Drachselsried
- Gemeindebücherei St. Ägidius

## Persönlichkeiten
- Ernst Fuchs-Schönbach (1894–1975), Komponist (geboren in Schönbach bei Drachselsried)